# Mercedes-Benz O405G
Mercedes-Benz O405G – średniopodłogowy autobus miejski, produkowany przez niemiecką firmę Mercedes-Benz.